# Marco Ganci
Marco Ganci (16 de maio de 1976) é um diplomata e padre italiano da Igreja Católica pertencente ao serviço diplomático da Santa Sé.

## Biografia
Marco Ganci nasceu em Catanzaro, Itália, em 16 de maio de 1976. Em 1982 ingressou no Movimento Apostólico, uma organização leiga fundada em Catanzaro em 1979. Foi ordenado sacerdote da Arquidiocese de Catanzaro-Squillace em 16 de dezembro de 2000. Seu irmão Andrea também é padre. Obteve sua licenciatura em teologia com especialização em moral social no Instituto Teológico da Calábria "S. Pio X ” em Catanzaro em novembro de 2002. Da Pontifícia Universidade Lateranense de Roma obteve sua licenciatura em direito canônico em novembro de 2004 e seu doutorado em direito canônico em maio de 2006, com uma dissertação sobre "A Santa Sé e as convenções de direitos humanos".
Ingressou no serviço diplomático da Santa Sé em 1 de julho de 2006 e nos 13 anos seguintes cumpriu funções na escritórios representando a Santa Sé na Bolívia, Grécia, na União Europeia em Bruxelas e no Quênia. O Papa Bento XVI o nomeou Capelão de Sua Santidade (Monsenhor) em 1º de julho de 2011.
Em 21 de setembro de 2019, o Papa Francisco o nomeou Observador Permanente da Santa Sé junto ao Conselho da Europa em Estrasburgo. Ele participou de sua primeira reunião nessa função em 13 de novembro. Ele também é membro ex officio do conselho de administração do Banco de Desenvolvimento do Conselho da Europa, com sede em Paris.
Em janeiro de 2020, ele liderou uma conferência de três dias para marcar o 50º aniversário da presença da Santa Sé no Conselho da Europa, organizada por seu antecessor Paolo Rudelli.